# Resonanzfrequenz

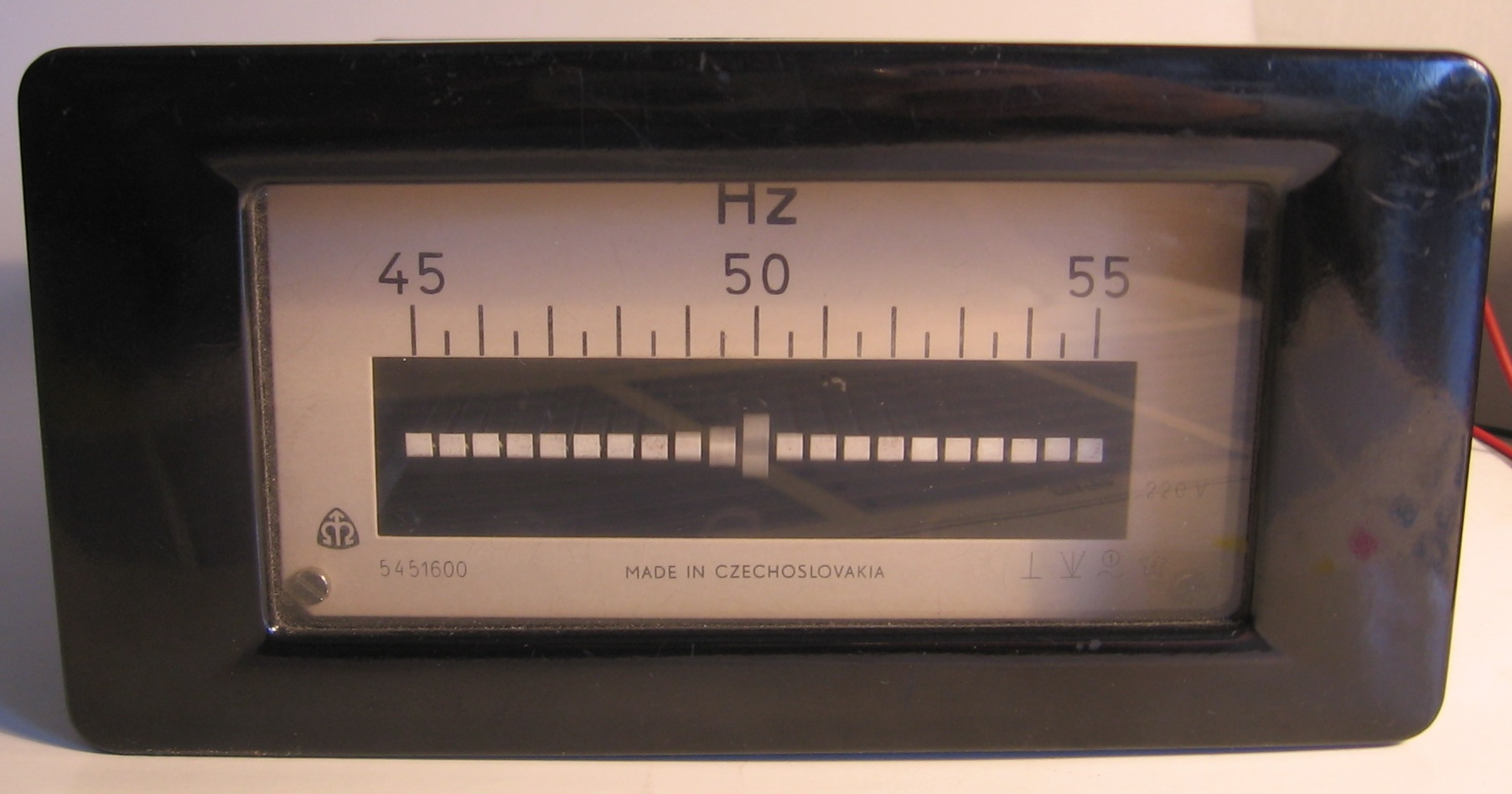
Ein Zungenfrequenzmesser zur elektromechanischen Messung der Netzfrequenz zeigt den Messwert von 49,9 Hz.
Jeder der in der Mitte sichtbaren weißen Punkte kennzeichnet das Ende eines Federpendels. Angeregt durch einen Elektromagneten wird besonders dasjenige Pendel zum Schwingen gebracht, dessen Resonanzfrequenz der Frequenz des durch die Spule des Magneten fließenden Wechselstroms am besten entspricht.

Die Resonanzfrequenz ist die Frequenz, bei der die Amplitude einer erzwungenen Schwingung maximal wird (siehe Amplitudenresonanz). Hat ein System mehrere Eigenfrequenzen, so hat es mehrere Resonanzfrequenzen, d. h. (lokale) Maxima der erzwungenen Amplitude.
Es genügt eine kleine anregende Kraft, um Schwingungen großer Amplitude hervorzurufen, wenn die Frequenz der Anregung nahe der Resonanzfrequenz liegt.
Teilweise wird unter Resonanzfrequenz auch die Frequenz verstanden, bei der die resultierende Schwingung des Systems einen Phasenwinkel von 90° zur anregenden Schwingung hat (Phasenresonanz); das ist bei der ungedämpften Eigenfrequenz der Fall.
Bei schwach gedämpften Systemen ist der Unterschied zwischen Amplituden- und Phasenresonanz gering, und ebenso der Unterschied zwischen Eigenfrequenz und Resonanzfrequenz.
Abhängig von der Zahl der Freiheitsgrade des Systems gibt es mehrere Resonanzfrequenzen.
Mit steigender Dämpfung des Systems sinkt die Resonanzfrequenz.

## Eigenschaften
Wird das Schwingungssystem nahe der Resonanzfrequenz angeregt, so treten bei geringer Dämpfung große Amplituden auf. In der Umgebung der Resonanzfrequenz ändert sich die Phase zwischen anregender und angeregter Schwingung besonders stark. Mit zunehmender Abweichung der Anregungs- von der Resonanzfrequenz reduziert sich die Amplitude. Vgl. hierzu Vergrößerungsfunktion.
Große Amplituden sind häufig unerwünscht, z. B. bei Gebäuden, Seilbahn-Kabinen, Freileitungen etc. und können zur Resonanzkatastrophe führen. Zur Vermeidung von Schäden werden Schwingungstilger eingebaut.
Bei elektrischen Schwingkreisen oder in der Akustik zur Tonerzeugung ist der Resonanzeffekt mitunter erwünscht, wenn die Amplitude vergrößert werden soll. Bei Lautsprechern dagegen sollen möglichst keine Resonanzfrequenzen auftreten, weil dadurch manche Töne besonders laut wiedergegeben werden.

## Beispiele für ungedämpfte Systeme
Resonanzfrequenzen treten in Systemen mit mindestens zwei verschiedenartigen Energiespeichern auf. Bei einfachen (theoretischen) Systemen ohne Dämpfung ist die Resonanzfrequenz gleich der ungedämpften Eigenfrequenz (Kennfrequenz) {\displaystyle f_{0}}. Bei gedämpften Systemen ist die Frequenz, bei der die maximale Amplitude auftritt, stets kleiner als die ungedämpfte Eigenfrequenz.
- In einem LC-Schwingkreis gilt die thomsonsche Schwingungsgleichung

{\displaystyle f_{0}={\frac {1}{2\pi {\sqrt {LC}}}}}
wobei {\displaystyle L} für die Induktivität der Spule und {\displaystyle C} für die Kapazität des Kondensators stehen. Dabei wandelt sich die Feldenergie des Kondensators periodisch in die magnetische Energie der Spule um.
- Eine Feder der Härte {\displaystyle D} und ein Massenstück {\displaystyle m} bilden ein mechanisches Schwingungssystem der Eigenfrequenz

{\displaystyle f_{0}={\frac {1}{2\pi }}{\sqrt {\frac {D}{m}}}}
- Ein Fadenpendel der Länge {\displaystyle l} führt unter Einfluss der Schwerebeschleunigung {\displaystyle g} Schwingungen annähernd der Frequenz

{\displaystyle f_{0}={\frac {1}{2\pi }}\cdot {\sqrt {\frac {g}{l}}}}
aus.
- Ein ideales Torsionspendel dessen Pendelkörper das Direktionsmoment {\displaystyle D} und das Trägheitsmoment {\displaystyle J} besitzt schwingt mit der Frequenz

{\displaystyle f_{0}={\frac {1}{2\pi }}\cdot {\sqrt {\frac {D}{J}}}}
- Erdboden und Ionosphäre, die beide elektrisch gut leiten, begrenzen einen kugelförmigen Hohlraumresonator, dessen Schumann-Resonanzen berechnet werden können:

{\displaystyle f_{n}={\frac {c}{2\pi a}}{\sqrt {n(n+1)}}}
wobei {\displaystyle n=1,2,3,\ldots } ist – es gibt Mehrfachresonanzen. {\displaystyle c} ist die Lichtgeschwindigkeit und {\displaystyle a} der Erdradius.
- Ein Laserresonator der Länge {\displaystyle L} besitzt meist sehr viele, eng benachbarte Resonanzfrequenzen

{\displaystyle f_{n}={\frac {nc}{2L}}}

## Quantenmechanische Systeme
Quantenmechanische Systeme sind zwar nur bedingt klassische schwingungsfähige Systeme. Dennoch spricht man auch hier von Resonanzfrequenzen. Im Unterschied zu klassischen schwingungsfähigen Systemen können nur bei den jeweiligen Resonanzfrequenzen Wechselwirkungen stattfinden. Gleichzeitig entspricht jede Frequenz in einem solchen System einer bestimmten Energie eines Teilchens, und damit jede Resonanzfrequenz einer dann so genannten Resonanzenergie.
Die Tatsache, dass jede Ausbreitung als Ausbreitung einer Welle beschrieben werden kann, jede Wechselwirkung aber als Interaktion von Teilchen, wird Welle-Teilchen-Dualismus genannt.
Licht zum Beispiel verbreitet sich in Form elektromagnetischer Wellen, Wechselwirkungen wie Absorption und Emission finden jedoch in Form von Photonen statt. Dabei entspricht jedem Photon eine durch die Frequenz der Strahlung bestimmte Energiemenge. Wird ein Photon von einem Elektron eines Atoms absorbiert oder emittiert, so sagt man, das Photon (bzw. das elektromagnetische Feld) und das Elektron seien „in Resonanz“. In einem Spektrum bildet sich bei der entsprechenden Frequenz des emittierten Photons eine Emissionslinie.